# Élections législatives de 1962 dans la Somme
Les élections législatives françaises de 1962 se déroulent les 18 et 25 novembre. Dans le département de la Somme, cinq députés sont à élire dans le cadre de cinq circonscriptions.

## Élus
| Circonscription | Député sortant   | Parti | Parti | Député élu ou réélu | Parti | Parti   |
| --------------- | ---------------- | ----- | ----- | ------------------- | ----- | ------- |
| 1re             | Fred Moore       |       | UNR   | René Lamps          |       | PCF     |
| 2e              | Jean Doublet     |       | CNIP  | Léon Heitz          |       | UNR-UDT |
| 3e              | Marcelle Delabie |       | Rad   | Michel Couillet     |       | PCF     |
| 4e              | Max Lejeune      |       | SFIO  | Max Lejeune         |       | SFIO    |
| 5e              | Émile Luciani    |       | UNR   | Émile Luciani       |       | UNR-UDT |

## Résultats

### Résultats à l'échelle du département
| Parti          | Parti                                          | Premier tour | Premier tour | Second tour | Second tour | Sièges |
| Parti          | Parti                                          | Voix         | %            | Voix        | %           | Sièges |
| -------------- | ---------------------------------------------- | ------------ | ------------ | ----------- | ----------- | ------ |
|                | Union pour la nouvelle République (UDT)        | 59 982       | 26,95        | 86 879      | 37,80       | 2      |
|                | Républicains indépendants                      | 10 692       | 4,80         | 14 045      | 6,11        | 0      |
|                | Modérés                                        | 1 487        | 0,67         |             |             | 0      |
|                | Majorité présidentielle                        | 72 161       | 32,43        | 100 924     | 43,91       | 2      |
|                |                                                |              |              |             |             |        |
|                | Centre national des indépendants et paysans    | 13 126       | 5,90         | 8 237       | 3,58        | 0      |
|                | Mouvement républicain populaire                | 7 692        | 3,46         | Retrait     | Retrait     | 0      |
|                | Centre démocratique                            | 20 818       | 9,36         | 8 237       | 3,58        | 0      |
|                |                                                |              |              |             |             |        |
|                | Parti communiste français                      | 60 731       | 27,29        | 87 116      | 37,90       | 2      |
|                | Section française de l'Internationale ouvrière | 48 822       | 21,94        | 19 803      | 8,62        | 1      |
|                | Parti radical                                  | 17 049       | 7,66         | 13 786      | 6,00        | 0      |
|                | Parti socialiste unifié                        | 2 947        | 1,32         | Retrait     | Retrait     | 0      |
|                |                                                |              |              |             |             |        |
| Inscrits       | Inscrits                                       | 292 458      | 100,00       | 292 424     | 100,00      | 5      |
| Abstentions    | Abstentions                                    | 62 786       | 21,47        | 54 142      | 18,51       |        |
| Votants        | Votants                                        | 229 672      | 78,53        | 238 282     | 81,49       |        |
| Blancs et nuls | Blancs et nuls                                 | 7 144        | 3,11         | 8 416       | 3,53        |        |
| Exprimés       | Exprimés                                       | 222 528      | 96,89        | 229 866     | 96,47       |        |

### Résultats par circonscription

#### Première circonscription (Amiens)
| Candidat           | Candidat            | Parti          | Premier tour | Premier tour | Second tour | Second tour |  |
| Candidat           | Candidat            | Parti          | Voix         | %            | Voix        | %           |  |
| ------------------ | ------------------- | -------------- | ------------ | ------------ | ----------- | ----------- |  |
|                    | René Lamps élu      | PCF            | 18 127       | 34,54        | 27 063      | 51,65       |  |
|                    | Fred Moore sortant  | UNR-UDT        | 15 086       | 28,75        | 25 330      | 48,35       |  |
|                    | Maurice Vast        | SFIO           | 14 021       | 26,72        | Retrait     | Retrait     |  |
|                    | Jean-Pierre Prévost | MRP            | 2 684        | 5,11         | Retrait     | Retrait     |  |
|                    | Bernard Cuminal     | CNIP           | 2 560        | 4,88         |             |             |  |
|                    |                     |                |              |              |             |             |  |
| Inscrits           | Inscrits            | Inscrits       | 69 041       | 100,00       | 69 039      | 100,00      |  |
| Abstentions        | Abstentions         | Abstentions    | 15 467       | 22,4         | 13 725      | 19,88       |  |
| Votants            | Votants             | Votants        | 53 574       | 77,6         | 55 314      | 80,12       |  |
| Blancs et nuls     | Blancs et nuls      | Blancs et nuls | 1 096        | 2,05         | 2 921       | 5,28        |  |
| Exprimés           | Exprimés            | Exprimés       | 52 478       | 97,95        | 52 393      | 94,72       |  |
| Source : Data.gouv |                     |                |              |              |             |             |  |

#### Deuxième circonscription (Montdidier)
| Candidat           | Candidat             | Parti          | Premier tour | Premier tour | Second tour | Second tour |  |
| Candidat           | Candidat             | Parti          | Voix         | %            | Voix        | %           |  |
| ------------------ | -------------------- | -------------- | ------------ | ------------ | ----------- | ----------- |  |
|                    | Léon Heitz élu       | UNR-UDT        | 12 384       | 31,94        | 18 646      | 44,64       |  |
|                    | Georges Pellerin     | PCF            | 9 300        | 23,98        | 14 883      | 35,63       |  |
|                    | Jean Doublet sortant | CNIP           | 8 759        | 22,59        | 8 237       | 19,72       |  |
|                    | André Coël           | SFIO           | 5 386        | 13,89        | Retrait     | Retrait     |  |
|                    | Jean Cleuet          | PSU            | 2 947        | 7,6          | Retrait     | Retrait     |  |
|                    |                      |                |              |              |             |             |  |
| Inscrits           | Inscrits             | Inscrits       | 53 211       | 100,00       | 53 155      | 100,00      |  |
| Abstentions        | Abstentions          | Abstentions    | 12 929       | 24,3         | 10 306      | 19,39       |  |
| Votants            | Votants              | Votants        | 40 282       | 75,7         | 42 849      | 80,61       |  |
| Blancs et nuls     | Blancs et nuls       | Blancs et nuls | 1 506        | 3,74         | 1 083       | 2,53        |  |
| Exprimés           | Exprimés             | Exprimés       | 38 776       | 96,26        | 41 766      | 97,47       |  |
| Source : Data.gouv |                      |                |              |              |             |             |  |

#### Troisième circonscription (Ault - Poix-de-Picardie)
| Candidat           | Candidat                 | Parti          | Premier tour | Premier tour | Second tour | Second tour |  |
| Candidat           | Candidat                 | Parti          | Voix         | %            | Voix        | %           |  |
| ------------------ | ------------------------ | -------------- | ------------ | ------------ | ----------- | ----------- |  |
|                    | Michel Couillet élu      | PCF            | 13 175       | 29,85        | 18 923      | 40,47       |  |
|                    | Marcelle Delabie sortant | Radsoc         | 11 527       | 26,12        | 13 786      | 29,49       |  |
|                    | Charles Bignon           | RI             | 10 692       | 24,22        | 14 045      | 30,04       |  |
|                    | Charles Dufour           | SFIO           | 6 547        | 14,83        | Retrait     | Retrait     |  |
|                    | Pierre Bernard           | MRP            | 2 197        | 4,98         |             |             |  |
|                    |                          |                |              |              |             |             |  |
| Inscrits           | Inscrits                 | Inscrits       | 56 615       | 100,00       | 56 696      | 100,00      |  |
| Abstentions        | Abstentions              | Abstentions    | 11 112       | 19,63        | 8 931       | 15,75       |  |
| Votants            | Votants                  | Votants        | 45 503       | 80,37        | 47 765      | 84,25       |  |
| Blancs et nuls     | Blancs et nuls           | Blancs et nuls | 1 365        | 3            | 1 011       | 2,12        |  |
| Exprimés           | Exprimés                 | Exprimés       | 44 138       | 97           | 46 754      | 97,88       |  |
| Source : Data.gouv |                          |                |              |              |             |             |  |

#### Quatrième circonscription (Abbeville)
| Candidat           | Candidat                  | Parti          | Premier tour | Premier tour | Second tour | Second tour |  |
| Candidat           | Candidat                  | Parti          | Voix         | %            | Voix        | %           |  |
| ------------------ | ------------------------- | -------------- | ------------ | ------------ | ----------- | ----------- |  |
|                    | Max Lejeune sortant réélu | SFIO           | 19 297       | 45,73        | 19 803      | 45,59       |  |
|                    | André Pascal              | UNR-UDT        | 13 828       | 32,77        | 15 037      | 34,62       |  |
|                    | Paul Hédé                 | PCF            | 9 073        | 21,5         | 8 597       | 19,79       |  |
|                    |                           |                |              |              |             |             |  |
| Inscrits           | Inscrits                  | Inscrits       | 54 703       | 100,00       | 54 654      | 100,00      |  |
| Abstentions        | Abstentions               | Abstentions    | 10 849       | 19,83        | 10 288      | 18,82       |  |
| Votants            | Votants                   | Votants        | 43 854       | 80,17        | 44 366      | 81,18       |  |
| Blancs et nuls     | Blancs et nuls            | Blancs et nuls | 1 656        | 3,78         | 929         | 2,09        |  |
| Exprimés           | Exprimés                  | Exprimés       | 42 198       | 96,22        | 43 437      | 97,91       |  |
| Source : Data.gouv |                           |                |              |              |             |             |  |

#### Cinquième circonscription (Péronne)
| Candidat           | Candidat                    | Parti          | Premier tour | Premier tour | Second tour | Second tour |  |
| Candidat           | Candidat                    | Parti          | Voix         | %            | Voix        | %           |  |
| ------------------ | --------------------------- | -------------- | ------------ | ------------ | ----------- | ----------- |  |
|                    | Émile Luciani sortant réélu | UNR-UDT        | 18 684       | 41,58        | 27 866      | 61,22       |  |
|                    | Alfred Leclercq             | PCF            | 11 056       | 24,6         | 17 650      | 38,78       |  |
|                    | Jean Gilbert-Jules          | Radsoc         | 5 522        | 12,29        | Retrait     | Retrait     |  |
|                    | Ferdinand Adriaenssens      | SFIO           | 3 571        | 7,95         | Retrait     | Retrait     |  |
|                    | Pierre Maille               | MRP            | 2 811        | 6,26         | Retrait     | Retrait     |  |
|                    | Jacques Mossion             | CNIP           | 1 807        | 4,02         |             |             |  |
|                    | Jean Duparcq                | Modérés        | 1 487        | 3,31         |             |             |  |
|                    |                             |                |              |              |             |             |  |
| Inscrits           | Inscrits                    | Inscrits       | 58 888       | 100,00       | 58 880      | 100,00      |  |
| Abstentions        | Abstentions                 | Abstentions    | 12 429       | 21,11        | 10 892      | 18,5        |  |
| Votants            | Votants                     | Votants        | 46 459       | 78,89        | 47 988      | 81,5        |  |
| Blancs et nuls     | Blancs et nuls              | Blancs et nuls | 1 521        | 3,27         | 2 472       | 5,15        |  |
| Exprimés           | Exprimés                    | Exprimés       | 44 938       | 96,73        | 45 516      | 94,85       |  |
| Source : Data.gouv |                             |                |              |              |             |             |  |